# Młynary
Młynary (Mühlhausen in Ostpreußen fino al 1945) è un comune urbano-rurale polacco del distretto di Elbląg, nel voivodato della Varmia-Masuria.
Ricopre una superficie di 157,09 km² e nel 2004 contava 4 594 abitanti.
Comunità urbane e rurali:
| Nome polacco       | Nome tedesco (fino al 1945) |
| ------------------ | --------------------------- |
| Błudowo            | Bludau                      |
| Bronikowo          | Brünneckshof                |
| Broniszewo         | Monbrunsdorf                |
| Gardyny            | Gardienen                   |
| Janiki Pasłęckie   | Jonikam                     |
| Karszewo           | Karschau                    |
| Kobyliny           | Kobling                     |
| Krasinek           | Schönfeld                   |
| Kraskowo           | Schönfließ                  |
| Kurowo Braniewskie | Kurau                       |

| Nome polacco       | Nome tedesco (fino al 1945) |
| ------------------ | --------------------------- |
| Kwietnik           | Blumenau                    |
| Mikołajki          | Nikolaiken                  |
| Młynarska Wola     | Herrndorf                   |
| Młynary            | Mühlhausen                  |
| Nowe Monasterzysko | Neu Münsterberg             |
| Nowe Sadłuki       | Neu Sadlucken               |
| Ojcowa Wola        | Vaterswille                 |
| Olszówka           | Erlau                       |
| Płonne             | Lohberg                     |
| Podgórze           | Greulsberg                  |

| Nome polacco        | Nome tedesco (fino al 1945)     |
| ------------------- | ------------------------------- |
| Rucianka            | Moorbruch                       |
| Sąpy                | Sumpf                           |
| Sokolnik            | Falkhorst                       |
| Stare Monasterzysko | Alt Münsterberg                 |
| Sucha               |                                 |
| Warszewo            | Judendorf 1936-45 Hermannswalde |
| Włóczyska           | Vierzighuben                    |
| Zaścianki           | Schwangen                       |
| Zastawno            | Schönberg                       |